# Stop Making Sense
Ne pas confondre avec l'album éponyme.
Pour plus de détails, voir Fiche technique et Distribution.
Stop Making Sense est un film documentaire américain sur un concert des Talking Heads, réalisé par Jonathan Demme et produit par Gary Goetzman, sorti en 1984. Le film est le premier entièrement enregistré avec la technique de son numérique. Le titre provient des paroles de la chanson "Girlfriend Is Better": "As we get older and stop making sense...". Le film a été acclamé par le critique Leonard Maltin comme "un des plus grands films de rock jamais réalisé", et la critique Pauline Kael du The New Yorker l'a décrit comme "proche de la perfection."

## Synopsis
Jonathan Demme filme les Talking Heads en concert. Le film a été tourné durant trois jours de concerts donnés au Pantages Theatre d'Hollywood en décembre 1983 alors que le groupe était en tournée pour promouvoir leur nouvel album Speaking in Tongues.

## Fiche technique
- Titre : Stop Making Sense
- Réalisation : Jonathan Demme
- Scénario : Jonathan Demme et Talking Heads
- Production : Gary Goetzman et Gary Kurfirst
- Musique : Talking Heads
- Photographie : Jordan Cronenweth
- Montage : Lisa Day
- Pays de production : États-Unis
- Format : Couleurs - Dolby Digital - 35 mm
- Genre : Film de concert
- Durée : 88 minutes
- Date de sortie : 1984

## Distribution
- Bernie Worrell : Clavier
- Alex Weir : Guitare et voix
- Steven Scales : Percussions
- Lynn Mabry : Choriste
- Ednah Holt : Choriste
- Tina Weymouth : Basse, percussion et voix
- Jerry Harrison : Guitare, clavier et voix
- Chris Frantz : Batterie et voix
- David Byrne : Voix et guitare

## Tournage
Le tournage de Stop Making Sense s'est étalé sur les trois jours de concert au Pantages Theater à Los Angeles. Le réalisateur a affirmé qu'une nuit de tournage a été entièrement consacrée aux plans larges depuis l'arrière pour minimiser les intrusions des caméras sur la scène. Il a aussi considéré faire une bande son séparée mais le groupe a insisté de capter le son en live pour conserver les réactions de l'audience.

## Accueil critique
Le film a été projeté pour la première fois au Festival international du film de San Francisco le 24 avril 1984 et il a ensuite été diffusé largement aux États-Unis le 18 octobre 1984. Le film reçoit un excellent accueil critique dès sa sortie et il gagne le prix du meilleur documentaire lors de la 18e cérémonie des National Society of Film Critics Awards.
Le film est largement considéré comme un des meilleurs modèles du genre. Le critique Leonard Maltin lui accorda 4 étoiles sur 4, le décrivant comme "Brillamment conçu, filmé, édité et joué" et "un des meilleurs film sur le rock". Roger Ebert lui donne un score de 3.5 sur 4, écrivant que "le sentiment qui déborde de Stop Making Sense est d'un niveau énorme d'énergie, de vie vécue dans une joie exaltée... C'est un spectacle live avec des éléments de Metropolis... Mais les moments clés du film sont marqués par la simple présence physique de Byrne. Il saute en place avec des acolytes, il court sur scène, il semble tellement heureux d'être vivant et de faire de la musique... Il nous rappelle combien beaucoup de groupes de rock sont devenus amers, fatigués, au bout du rouleau."  Danny Peary décrit le film comme "Fascinant... Ce qui se passe sur scène va convertir le plus sceptique en adepte de Talking Heads... Les performances sont toujours excitantes, les paroles de Byrne sont intéressantes. Byrne, sa tête secouant comme s'il recevait des chocs électriques, est ensorcellante — et quel talent!... Byrne est connu pour sa croyance que la musique doit être jouée de manière visuelle et intéressante, et cela devrait le rendre fier.
Il reste une référence du film de concert, cité comme le plus innovant, capturant mieux l'énergie d'un groupe que n'importe lequel de ses nombreux successeurs. En 2017, les agrégateurs de critiques confirment toujours ce succès, Rotten Tomatoes lui attribuant par exemple un rare et constant 97%.

## Sortie vidéo
Le film sort en DVD/Blu-ray le 6 décembre 2019 édité par Carlotta.